# Саміт Росія — США (2021)
Саміт Росія — США за участю президентів Володимира Путіна та Джо Байдена на вищому рівні, що відбувся 16 червня 2021 року у місті Женеві.

## Історія
Під час холодної війни в Женеві відбулося два саміти. 1955 року лідери Великої Британії, Франції, Радянського Союзу та США обговорили глобальну безпеку. 1985 року Президент США Рональд Рейган та генеральний секретар СРСР Михайло Горбачов обговорили питання дипломатичних відносин та ядерної зброї.

## Передумови

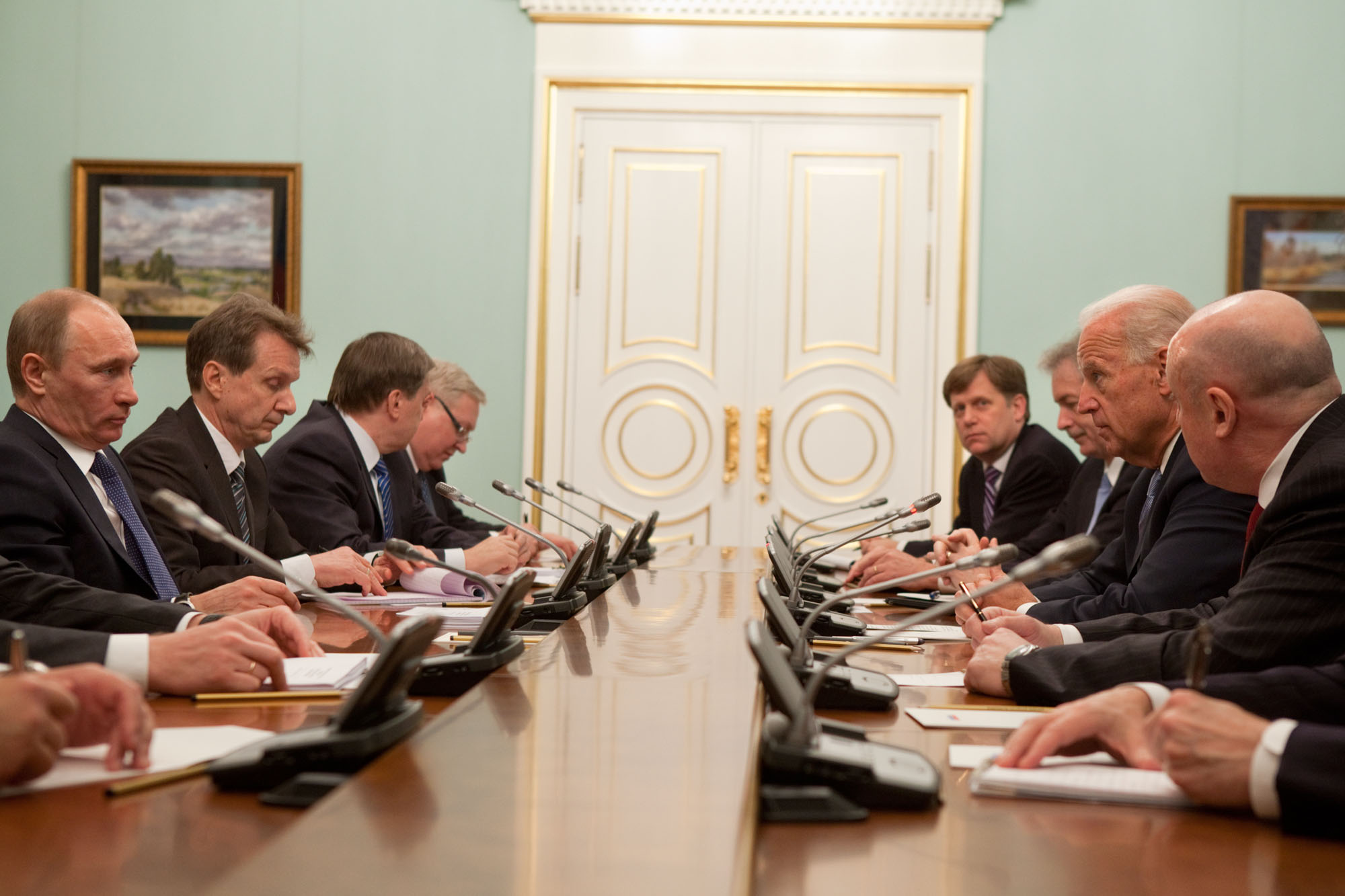
Віцепрезидент США Джо Байден та прем'єр-міністр Росії Володимир Путін у Москві, Росія, у березні 2011 року

До цього саміту Байден і Путін зустрічалися в Москві в березні 2011 року, коли Байден був віцепрезидентом, а Путін — прем'єр-міністром. Після офіційної зустрічі Байден її охарактеризував у своїх мемуарах «аргументованою», він і Путін зустрілися приватно, а Байден сказав: «Пане прем'єр-міністре, я дивлюсь у ваші очі» (посилання на зустріч Путіна та президента 2001 року Буша, який згодом сказав: «Я подивився людині в очі … мені вдалося відчути його душу»). Байден продовжив: «Я не думаю, що у вас є душа». Путін відповів: «Ми розуміємо один одного».
Бувши віцепрезидентом, Байден закликав президента України Петра Порошенка виключити посередників, таких як український олігарх Дмитро Фірташ, з газової галузі країни та зменшити залежність країни від імпорту російського природного газу. Фірташ заявив, що його посередником встановив російський бос організованої злочинності українського походження Семен Могилевич; Повідомляється, що Путін погодився на це призначення. З 2014 року Фірташ бореться з екстрадицією в США за федеральним обвинуваченням. Він та інші проросійські українці були причетні до зусиль Руді Джуліані та його соратників з пошуку інформації, яка могла завдати шкоди президентським перспективам Байдена до 2020 року. Ці зусилля є предметом двох поточних федеральних розслідувань адвокатськими конторами Мангеттена та Брукліна.
У березні 2021 року розвідувальне співтовариство Сполучених Штатів повідомляло, що суб'єкти російської розвідки поширюють розповіді про передбачувану корупцію в оточенні Байдена, його сина Гантера Байдена та України щонайменше з 2014 року.
За два місяці до запланованого саміту адміністрація Байдена вжила заходів, щоб вказати Росії на її ворожу діяльність, таку як втручання у президентські вибори 2016 та 2020 років. Радник з питань національної безпеки Джейк Салліван заявив, що заходи включали «поєднання бачених і невидимих інструментів», включно з фінансовими санкціями.
У травні 2021 року адміністрація Байдена відмовилася від санкцій CAATSA проти компанії, яка стоїть за російським газопроводом «Північний потік-2» до Німеччини, та її керівника. Заступник міністра закордонних справ Росії Сергій Рябков привітав цей крок як «шанс на поступовий перехід до нормалізації їхніх двосторонніх зв'язків» .
За кілька днів до переговорів Путін знову заперечив відповідальність за кібератаки на м'ясопереробні компанії США. Раніше він заявляв, що звинувачення були спробою спровокувати конфлікт напередодні саміту. В атаках з вимогами Ransomware звинуватили російські злочинні банди.
На зустрічі із союзниками НАТО у Брюсселі за два дні до запланованого саміту, Байден спростував твердження президента України Володимира Зеленського про те, що НАТО погодилося прийняти Україну до альянсу. Незалежність України є постійно суперечливим питанням між Росією та США.

## Порядок денний
Очікувалось, що саміт визначить напрямок відносин між Росією та адміністрацією Байдена. Це стало першою очною зустріччю обох лідерів з моменту вступу Байдена на посаду в січні 2021-го. Однак чиновники обох країн зменшили шанси на різкий прорив у відносинах.
Важливе значення на порядку денному мали переговори про контроль ядерної зброї. У червні 2021 року радник Байдена з питань національної безпеки Джейк Салліван заявив: «Ми прагнемо, щоб два президенти змогли направити чіткий сигнал своїм командам з питань стратегічної стабільності, аби ми могли досягти прогресу в галузі озброєнь контролю та інших ядерних галузях, щоб зменшити напругу та нестабільність у цьому аспекті відносин».
Байден заявив, що підніме питання прав людини. Це потенційно могло включати обговорення питання отруєння та ув'язнення російського опозиційного лідера Олексія Навального, а також ситуацію з примусовою посадкою літака Ryanair в Мінську, взаємну висилку послів, безпеку в сфері озброєнь. Очікувалося, що відбуватиметься обговорення нещодавніх хакерських атак і безпеку в кіберпросторі, оскільки протягом останніх років і Росія, і США неодноразово порушували пакт про 25 держав про те, щоб не атакувати інфраструктуру інших держав у мирний час або захищати від кіберзлочинців. Очікувалось, що серед інших тем для обговорення буде втручання в американські вибори та суверенітет України. На підставі минулих телефонних дзвінків обох лідерів американські чиновники планували продовження переговорів.
Росія заявила, що розраховує на обговорення питань пандемії COVID-19, глобальних конфліктів та регіональних проблем (Україна, Сирія, Лівія, Афганістан та Нагірний Карабах), тероризму, зменшення кількості ядерної зброї та інших невирішених питань двосторонніх відносин. У січні два лідери домовились продовжити на п'ять років New START про нерозповсюдження ядерної зброї СНВ.

### «Українські» питання
Питання Донбасу
Саміт Байдена та Путіна в Женеві міг дати старт одному з двох варіантів стосовно подальшої долі Донбасу:
1) вихід із глухого кута Мінських перемовин та перезапуск питання мирних перемовин у напрямку деокупації ОРДЛО з повільним поверненням цих територій під контроль України.
2) остаточна окупація та анексія ОРДЛО у склад Росії можливим переходом до статусу «законсервованих» на невизначений термін.
Питання Криму
Обговорення питання деокупації Криму на Женевському саміті стало своєрідною дипломатичною перемогою особисто Джо Байдена із подальшим створенням та діяльністю Кримської платформи.
Питання майбутньої долі української ГТС
На думку експертів та політичних оглядачів провідних американських ЗМІ, Байден, ймовірно, піде на поступки у питанні посилення санкцій стосовно компаній, які беруть участь у будівництві трубопроводу. Подібне сприяння США у проєкті «Північний потік-2»: або відтермінування у санкціях, або мовчазна згода на добудову трубопроводу, приведе до більших геополітичних ризиків та чергових загроз національній безпеці.

### Місце проведення

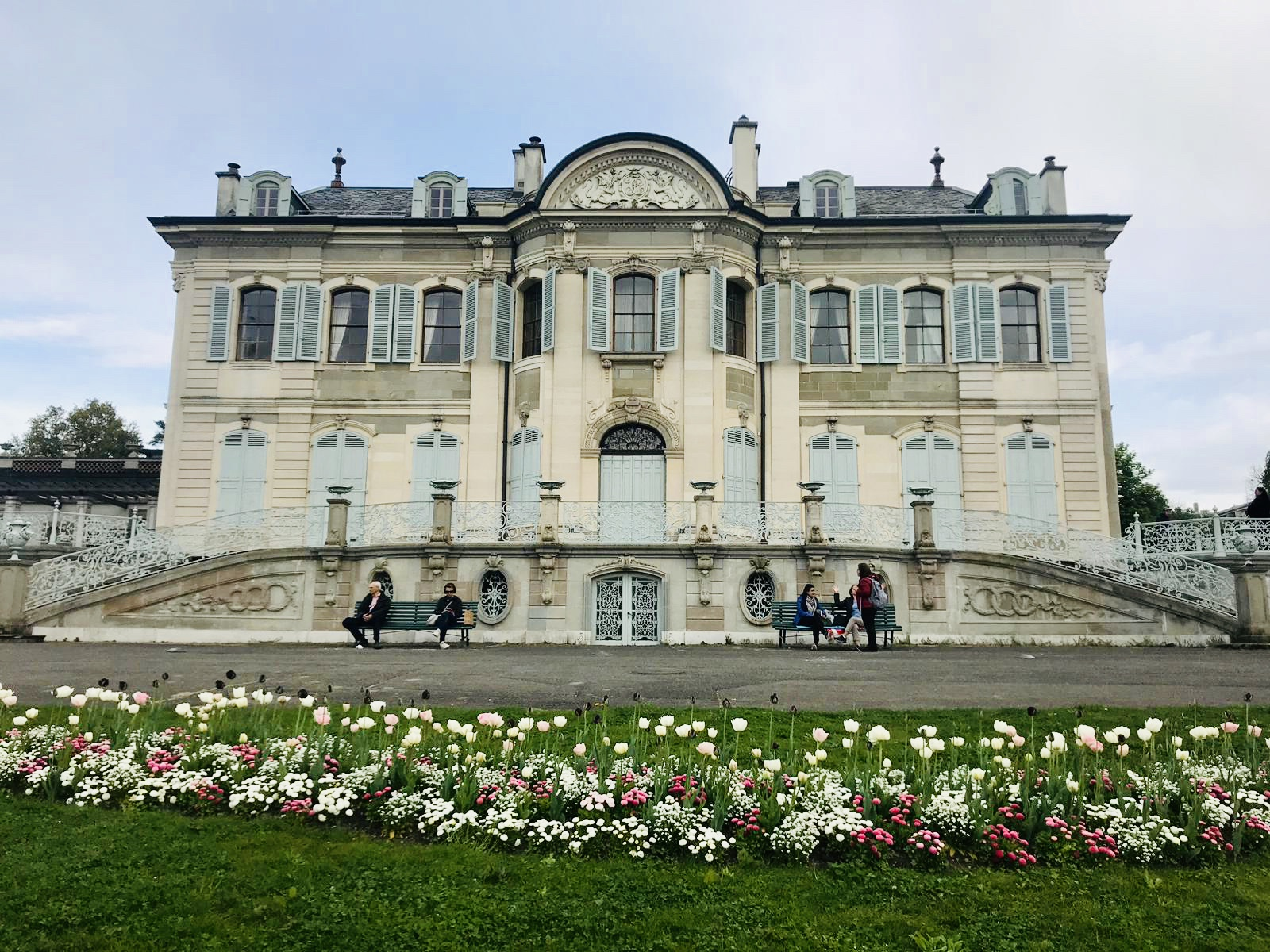
Вілла ла Гранж

Саміт відбувся в історичній Віллі ла Гранж, будівлі XVIII століття з видом на Женевське озеро. Напередодні заходу швейцарська поліція та солдати закрили паркові ділянки навколо вілли, встановивши барикади та колючий дріт.
Нейтральна Швейцарія, яка не приєдналася до західних санкцій проти Росії за анексію Криму 2014 року від України, посилено лобіювала проведення на своїй території цього саміту.

## Офіційна позиція України
Незадовго до зустрічі в Женеві Байден зателефонував президентові України Володимиру Зеленському та запросив його в липні приїхати до Вашингтона. Однією із важливих тем, що обговорювалися, була майбутня зустріч Путіна та Байдена, зокрема, в контексті стягування російських військ до українського кордону. Однак центральною ця тема на переговорах не стала.
Пізніше в інтерв'ю AFP Reuters і Associated Press Володимир Зеленський висловив жаль, що не зустрівся з Байденом до саміту в Женеві.
В інтерв'ю The Washington Post міністр закордонних справ України Дмитро Кулеба розповів про очікування України від зустрічі президентів США і Росії: «Ми сподіваємося, що президент Байден буде використовувати всі доступні засоби, всю свою силу і політичну вагу як лідера вільного світу, щоб дати зрозуміти Володимиру Путіну, що його війна з Україною зазнала невдачі і йому час спокійно покинути Україну».
Президент України Володимир Зеленський заявив журналістам Agence France-Presse, Reuters та Associated Press перед самітом:
|  | «Побоювання номер один – не буде конкретики. А від цього дуже залежить ситуація в Україні….Я відчуваю, що всі побоюються вирішення найскладніших питань. Остаточне вирішення проблемних питань я завжди пов’язував на рівні, хто відповідальний і коли. Мені здається, цієї конкретики не буде. Це мої побоювання» |

.

## Делегації

### Делегація США
- Президент США, Джо Байден[34],
- Державний секретар США, Ентоні Блінкен[34],
- Радник з національної безпеки США, Джейк Салліван[34],
- Заступник держсекретаря з політичних питань Вікторія Нуланд[34],
- Посол США в Росії Джон Салліван[34],
- Радник Ради національної безпеки США, Ерік Грін[34],

Найвищий радник Ради національної безпеки Сполучених Штатів Стергос Калудіс

### Російська делегація
- Президент Росії, Володимир Путін
- Міністр закордонних справ Росії, Сергій Лавров[36]
- Посол Росії в США Анатолій Антонов
- Помічник президента Росії у закордонних справах Юрій Ушаков
- Прессекретар Російського Кремля Дмитро Пєсков
- Російський начальник Генерального штабу Росії Валерій Герасимов
- Заступник міністра закордонних справ Росії Сергій Рябков
- Заступник керівника апарату Кремля в Росії Дмитро Козак

## Перебіг подій

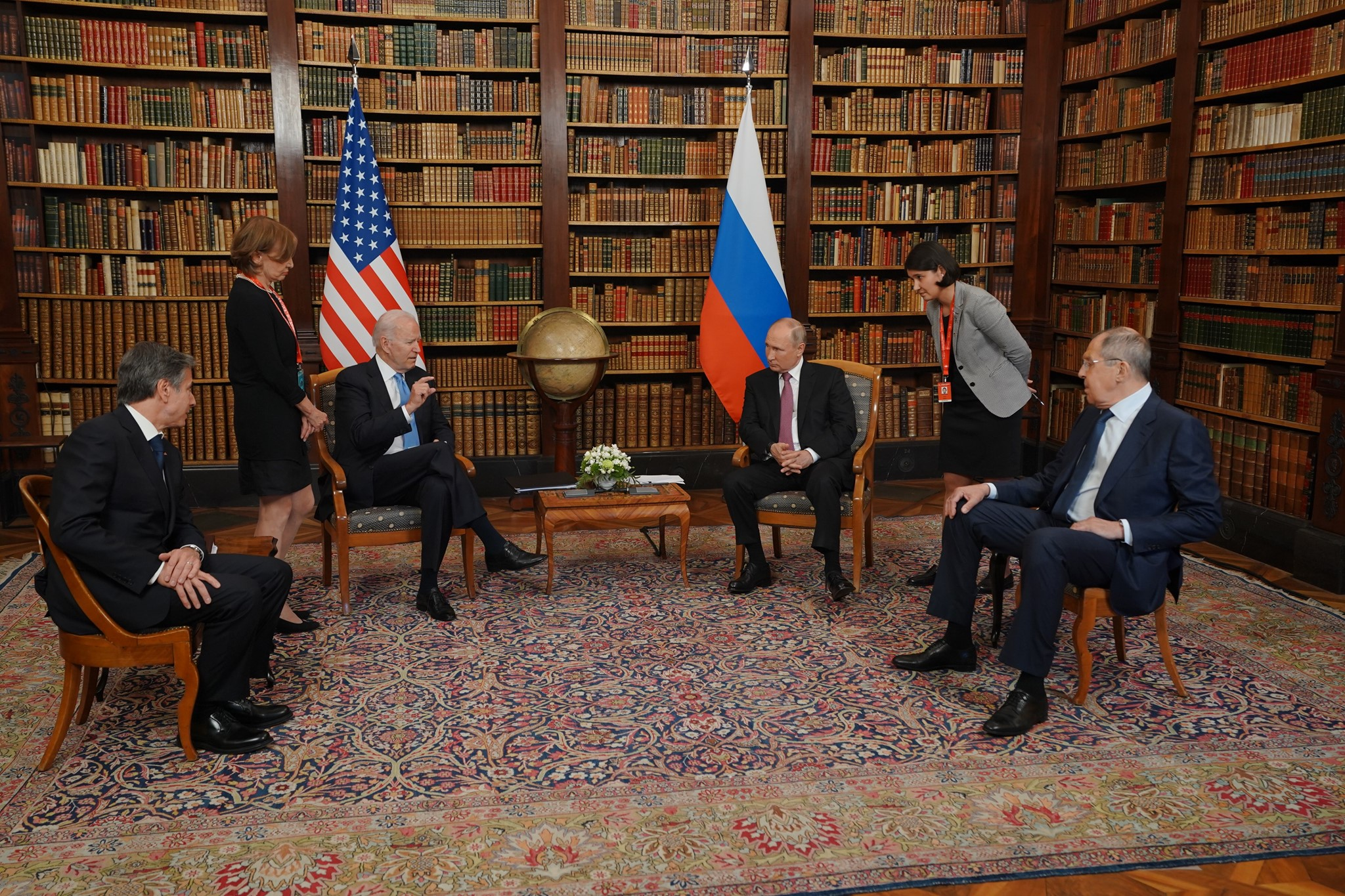
Перша сесія переговорів Байдена та Путіна за участі Блінкена та Лаврова

Джо Байден прибув до Женеви напередодні саміту — у вівторок 15 червня, а Володимир Путін прилетів близько 14 години (за київським часом) до аеропорту Женеви. Втім, першим до місця саміту на віллу Ла-Гранж прибув російський президент (14:07), а через 10 хвилин його американський колега.
- 13:22 за місцевим часом (14:22 за Києвом) — спільне фотографування Володимира Путіна з Джо Байденом і президентом Швейцарії Гі Пармеленом[37].
- 13:48-15:20 (14:48-16:20 за Києвом) — зустріч президентів. Вона проводилась на першому поверсі в бібліотеці вілли[38].
- 15:40-17:20 (16:40-18:20 за Києвом) — переговори між США та Росією в розширеному складі.
- 17:50-18:45 (18:50-19:45 за Києвом) — пресконференція Володимира Путіна[39].
- 19:20-19:5 (20:20-20:55 за Києвом) — початок пресконференції Джо Байдена.

Зустріч президентів Джо Байдена і Володимира Путіна мала тривати близько чотирьох-п'яти годин без перерв на обід. Натомість переговори тривали три з половиною години.Байден подарував Путіну на замовлення пару сонцезахисних окулярів та кришталеву скульптуру зубра.
Першою сесією була невелика зустріч з Блінкеном та Лавровим, які також брали участь. Друга сесія включала більше помічників.
Під час саміту в Женеві тривала акція проти російської агресії. Її організували українці та грузини, які мешкають у Швейцарії.

### Обговорювані теми
Було досягнуто домовленості про початок діалогу щодо контролю ядерної зброї та кібербезпеки. Росія та США також повернуть послів один до одного. Проте не було проривів щодо питань України та ув'язнення Олексія Навального.

### Пресконференції
За порадами дипломатів та експертів Байден відмовився від спільної пресконференції з Путіним — аби не дати останньому змоги «спробувати відсунути на другий план приватні переговори новими публічними пропозиціями».
Після саміту Байден заявив журналістам, що попередив Путіна про негативні наслідки після будь-яких майбутніх хакерських атак з вимогами та подальшого порушення прав людини у Росії, що підривають міжнародний статус Росії.
На окремій пресконференції Путін заявив, що переговори були конструктивними і без ворожості, але він критикував США за те, що дозволили штурмувати його Конгрес протестувальниками .